# Neffes
Neffes ist eine französische Gemeinde im Département Hautes-Alpes in der Region Provence-Alpes-Côte d’Azur. Sie gehört zum Kanton Tallard im Arrondissement Gap. 

## Geographie
Neffes grenzt
- im Norden an Gap,
- im Osten an Châteauvieux,
- im Südosten an Tallard,
- im Südwesten an Sigoyer,
- im Westen an Pelleautier.

Der Bach Mardarel kommt von Pelleautier und fließt in Neffes in den Rousine, einen Zufluss der Durance.

## Bevölkerungsentwicklung
| Jahr      | 1962 | 1968 | 1975 | 1982 | 1990 | 1999 | 2008 | 2012 |
| --------- | ---- | ---- | ---- | ---- | ---- | ---- | ---- | ---- |
| Einwohner | 183  | 187  | 247  | 432  | 510  | 570  | 726  | 749  |

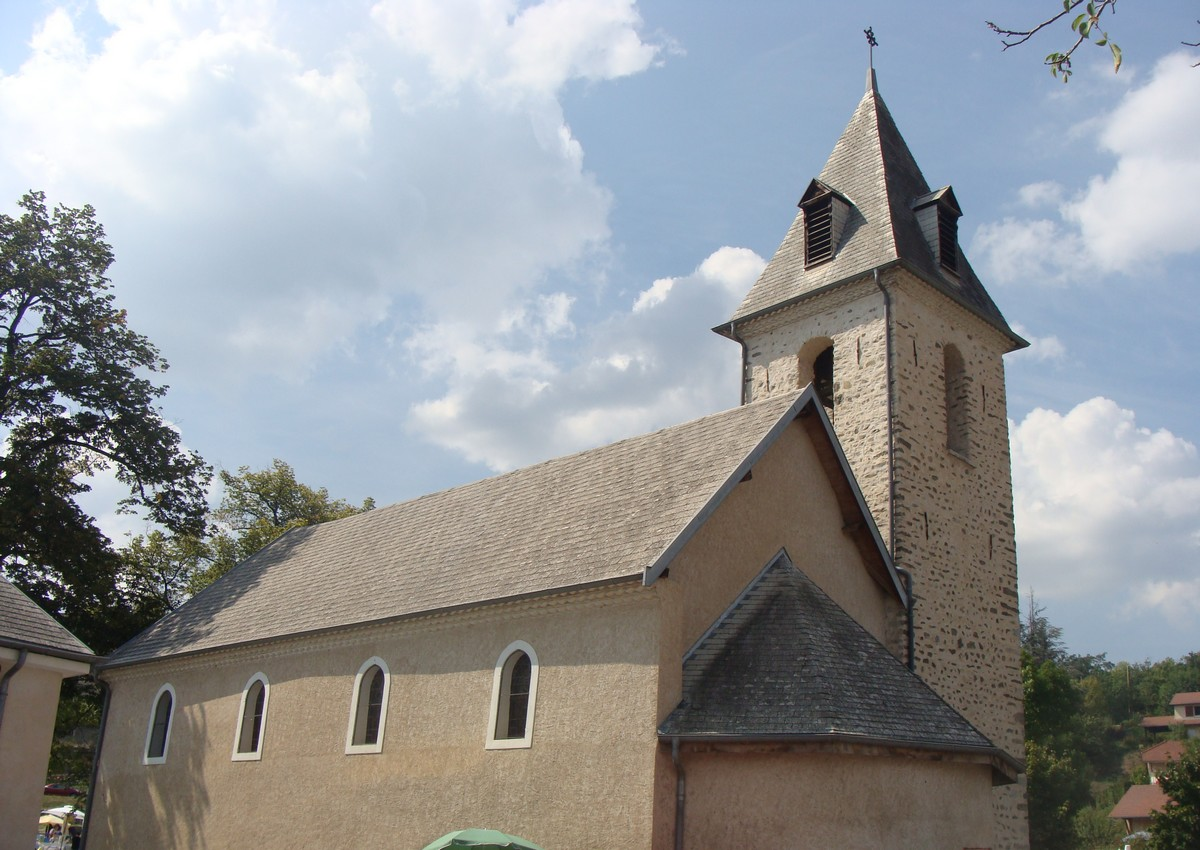
Kirche
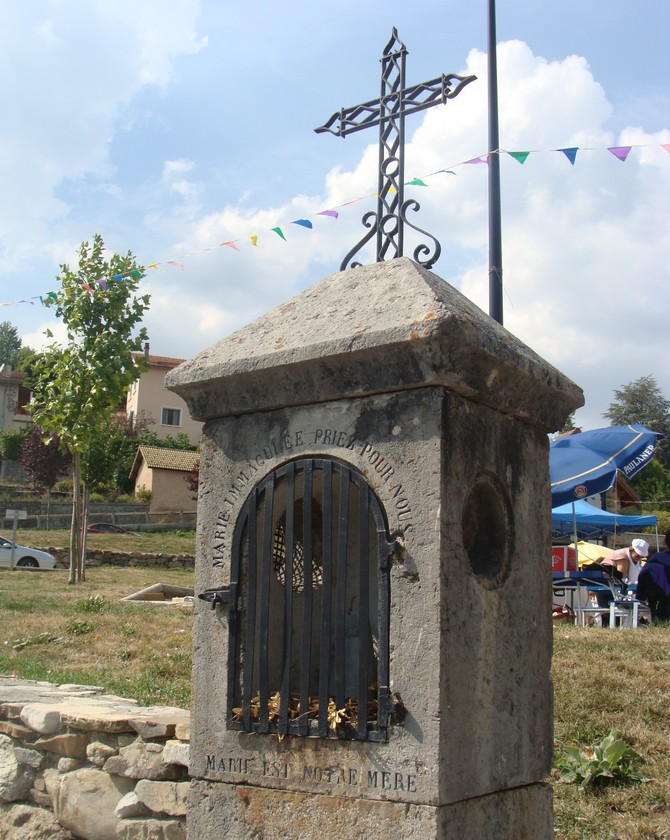
Oratorium